# George Wishart

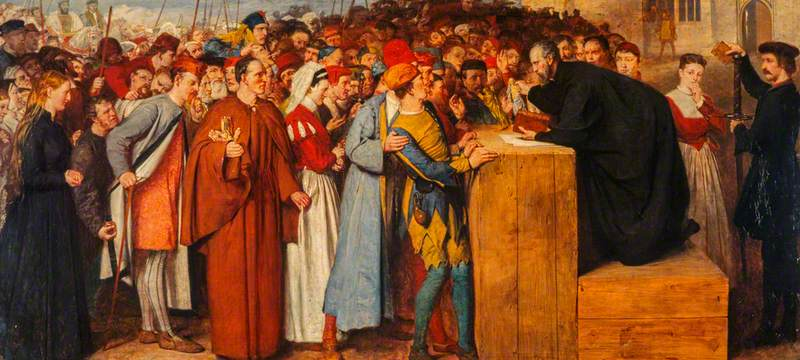
Wishart pregando contra a Mariolatria

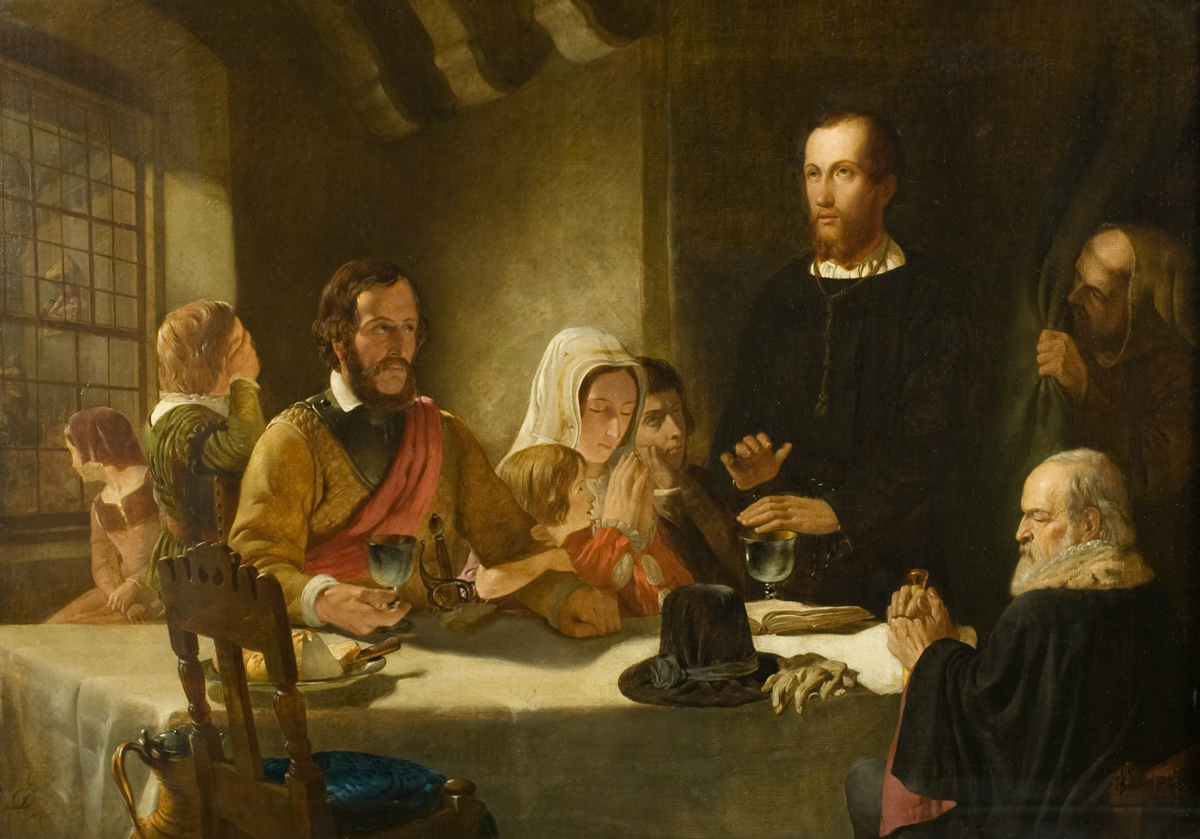
A última comunhão de George Wishart

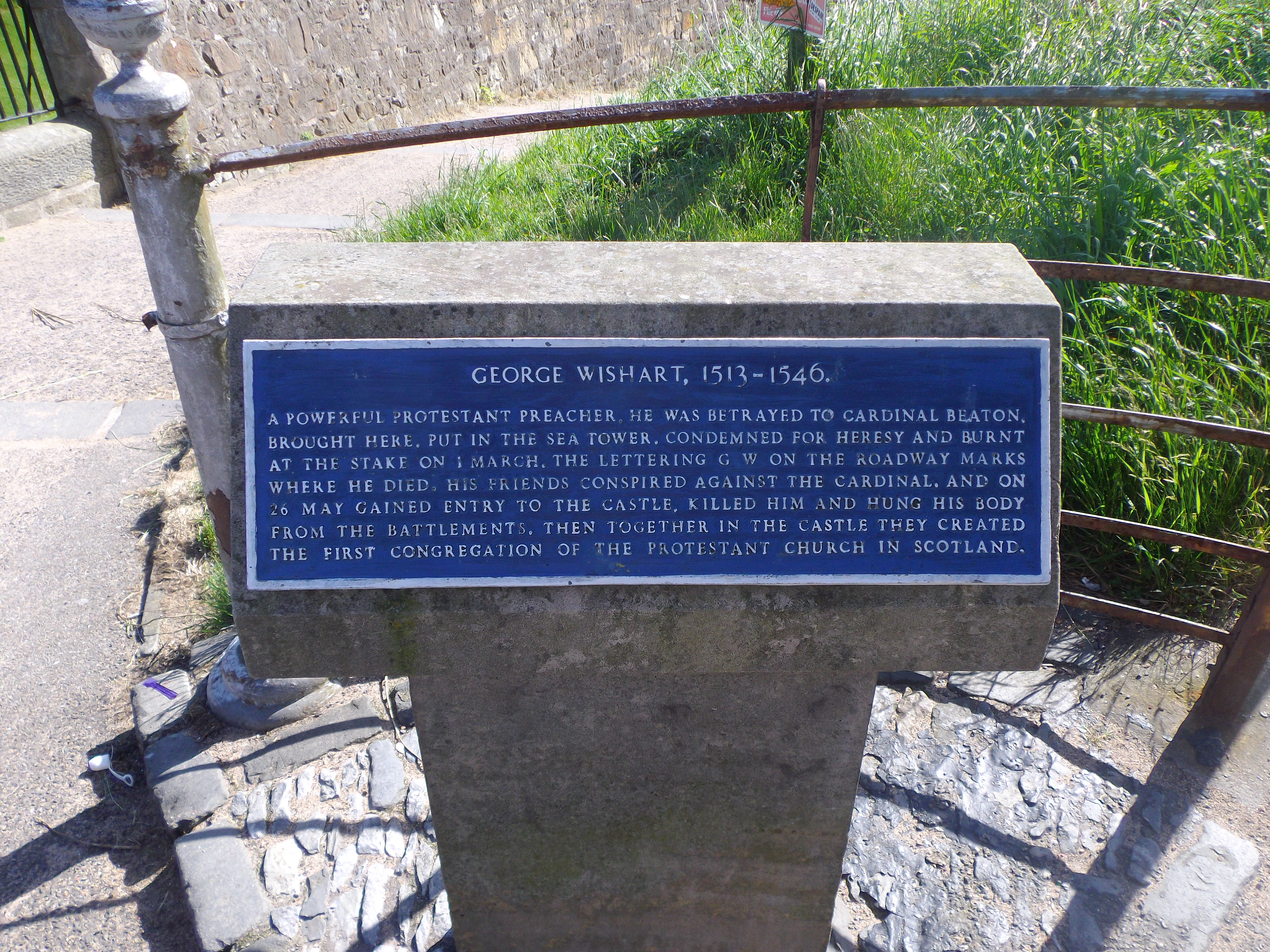
Placa dedicada a George Wishart

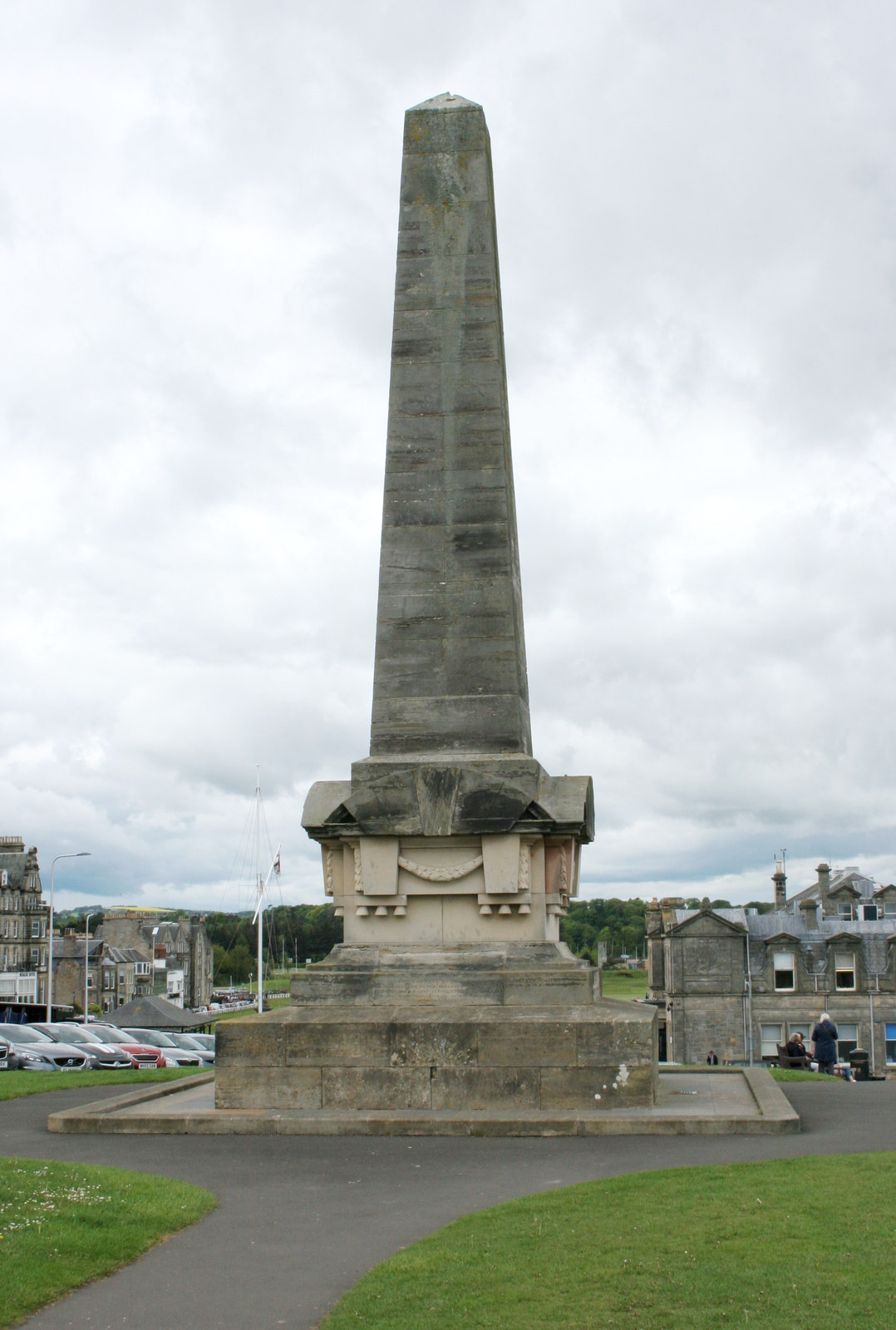
O Monumento dos Mártires, em St Andrews, que homenageia Wishart e três outros mártires: Patrick Hamilton, Henry Forrest e Walter Mill

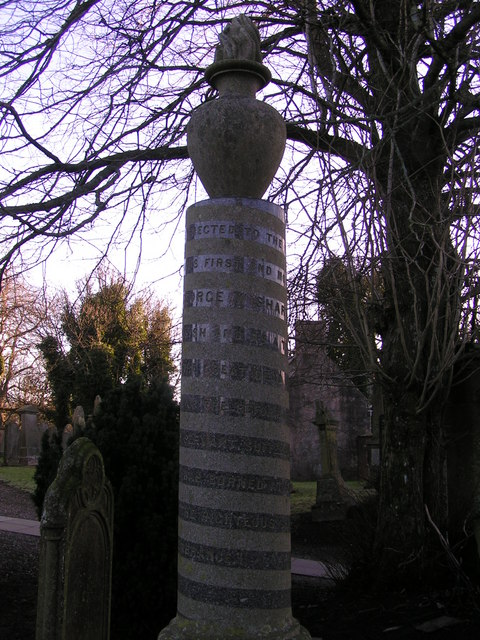
Memorial de Wishart

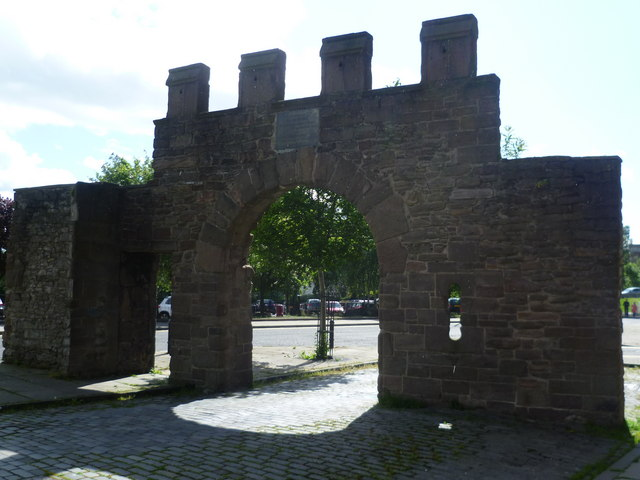
Portão Leste, Cowgate

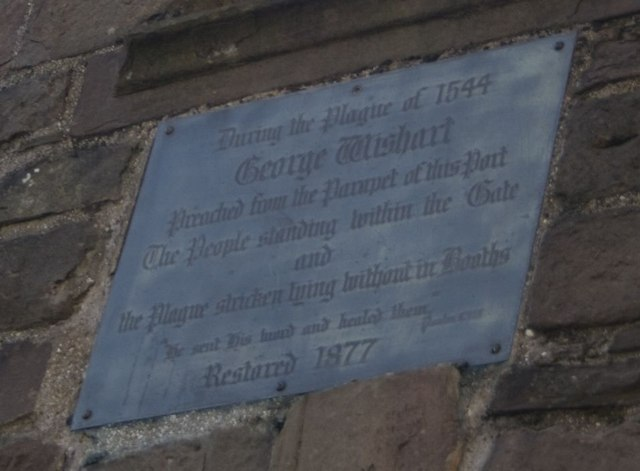
Placa no Arco Wishart, Dundee

George Wishart (também grafado como Wisehart ; c. 1513 – 1 de março de 1546) foi um reformador protestante escocês e um dos primeiros mártires protestantes queimados na fogueira como herege .
George Wishart era filho de James e irmão de Sir John de Pitarrow, ambos conhecidos Reformadores. Ele foi educado na Universidade de Aberdeen, então fundada recentemente, e depois viajou pelo continente.  Acredita-se que foi enquanto esteve no estrangeiro que pela primeira vez voltou a atenção para o estudo das doutrinas reformadas. Ele dedicou-se por algum tempo ao ensino de grego em Montrose. Depois, Wishart  foi para Cambridge e residiu lá de 1538 a 1543. Ele retornou à Escócia na comitiva dos Comissários que haviam sido nomeados para arranjar um casamento com o Príncipe Eduardo da Inglaterra e a rainha Maria da Escócia . Ele pregou ao povo com muita aceitação em Montrose, Dundee e em todo Ayrshire. Ao passar para West Lothian, Wishart foi detido por Patrick Hepburn, 3º Conde de Bothwell, na casa de Cockburn, em Ormiston . Ele foi levado preso para St. Andrews, onde foi julgado por uma Assembleia clerical, considerado culpado e condenado como herege obstinado. No dia seguinte foi executado na fogueira em Castle Green. 

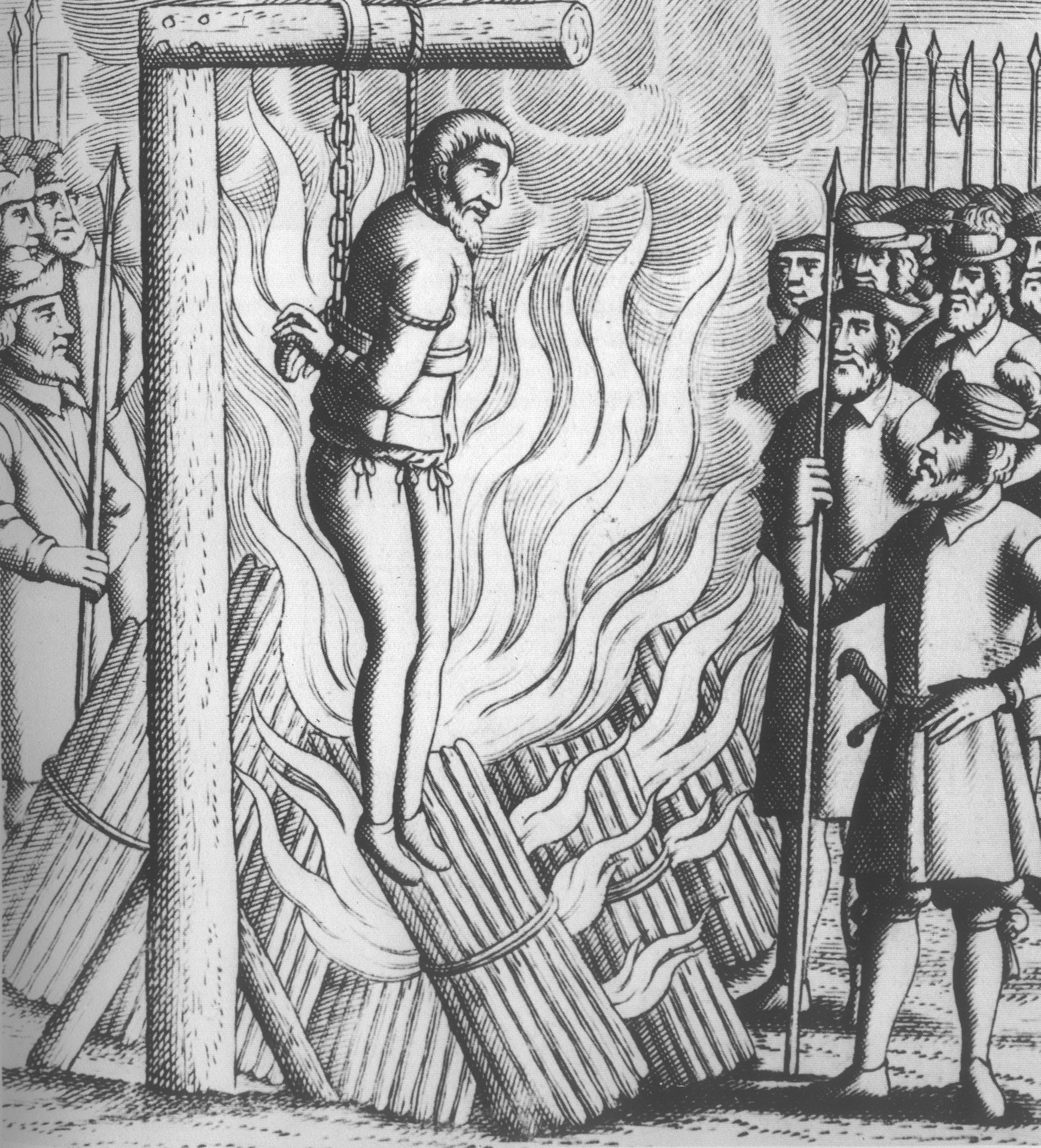
Uma xilogravura retratando o martírio de Wishart

## Vida

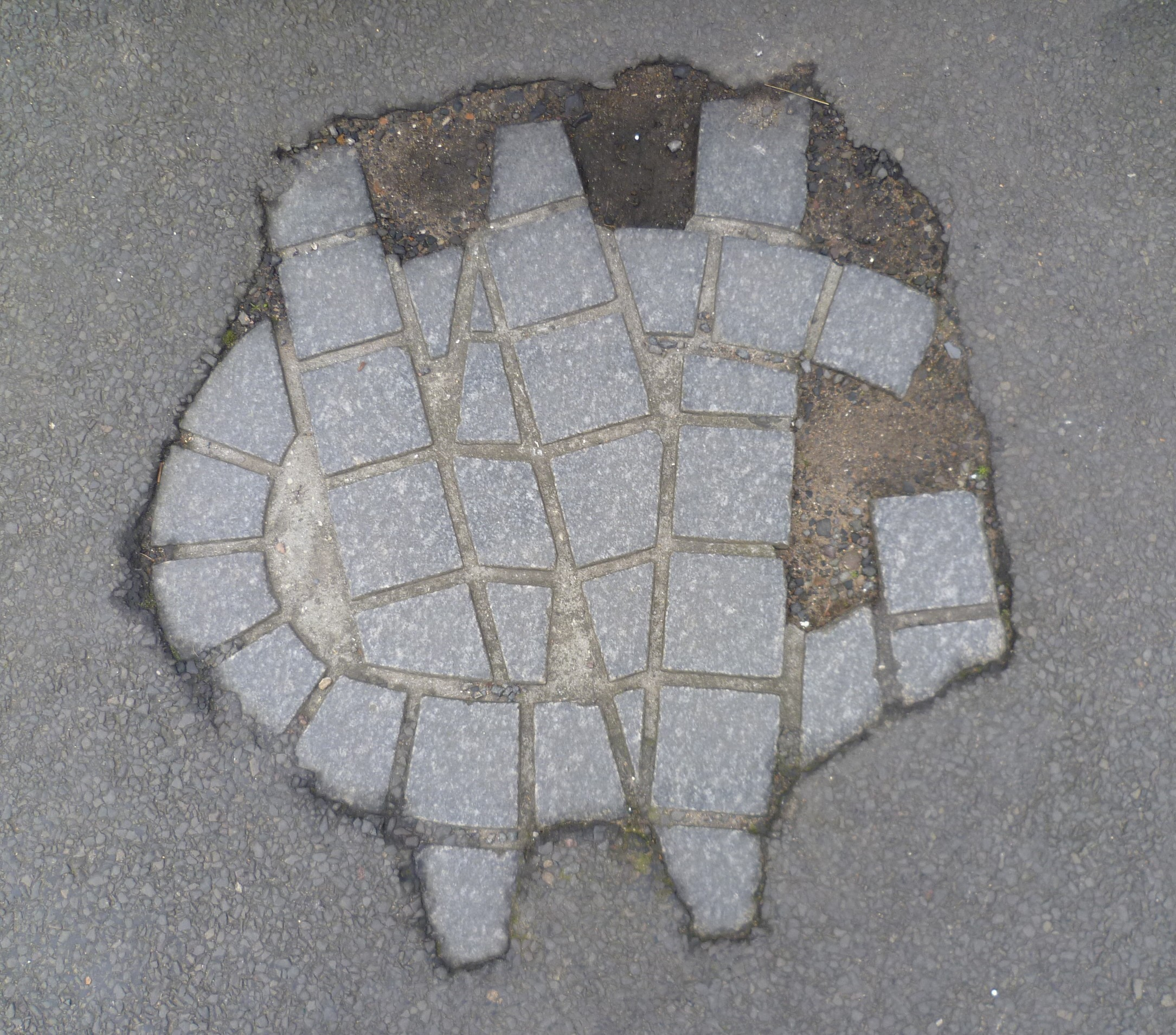
As iniciais de Wishart no local de sua execução

Ele pertencia a um ramo mais jovem dos Wisharts de Pitarrow perto de Fordoun, Kincardineshire. Sua mãe, Elizabeth, irmã de Sir James Learmonth, casou-se com James Wishart de Pitarrow em abril de 1512. George Wishart provavelmente recebeu este nome em homenagem ao seu antepassado, o prior George Leirmont, o nome certamente deriva da família de sua mãe. O pai de George, James Wishart, morreu em maio de 1525, portanto, sua mãe, Elizabeth juntamente com seu irmão, Sir James Learmonth de Balcomie, foram responsáveis pela educação de George. Alguns sugerem que ele pode ter obtido o grau de mestre, provavelmente na Universidade de Aberdeen, embora outros, incluindo o biógrafo de Wishart, Rev. Charles Rogers, digam que seu nome não aparece nos registros de nenhuma faculdade escocesa. Foi certamente aluno da antiga Universidade de Lovaina, onde se formou em 1531. Nessa época, ele traduziu a Primeira Confissão Helvética do latim para o inglês. Ele ensinou o Novo Testamento em grego como professor em Montrose, até ser investigado por heresia pelo Bispo de Brechin em 1538. Ele fugiu para a Inglaterra, onde uma acusação semelhante foi apresentada contra ele em Bristol, no ano seguinte, por Thomas Cromwell. Sob exame do Arcebispo Thomas Cranmer, ele retratou algumas declarações. Em 1539 ou 1540 ele pode ter visitado a Alemanha e a Suíça, mas em 1542 ingressou no Corpus Christi College, em Cambridge, onde estudou e lecionou.
Em 1543, Wishart regressa à Escócia, no comboio de uma embaixada escocesa que tinha vindo a Londres para considerar o tratado de casamento entre o príncipe Eduardo (mais tarde Eduardo VI de Inglaterra) e a criança Maria, rainha dos escoceses.  Ele voltou para Montrose, onde novamente ensinou as Escrituras.
Sua carreira como pregador itinerante começou em 1544, quando viajou pela Escócia de leste a oeste. A história foi contada por seu discípulo John Knox. Ele foi de lugar em lugar, correndo perigo de vida, denunciando os erros do Papado e os abusos nas igrejas em Montrose, Dundee (onde escapou de um atentado contra sua vida), Ayr, Perth, Edimburgo, Leith, Haddington (onde Knox o acompanhou) e em outros lugares.
Em East Lothian, em janeiro de 1546, ele foi capturado por Patrick Hepburn, 3º Conde de Bothwell, por ordem do Cardeal Beaton, levado para o Castelo de Elphinstone, e transferido por ordem do conselho privado para o Castelo de Edimburgo em 19 de janeiro de 1546. Daí ele foi entregue a Beaton, que teve um "julgamento-espetáculo ", com John Lauder processando Wishart. Ele foi enforcado e seu corpo queimado em St. Andrews em 1º de março de 1546. Foxe e Knox atribuem a ele uma profecia da morte do Cardeal, que foi assassinado em 29 de maio seguinte, em parte como vingança pela morte de Wishart.
A pregação de Wishart em 1554-1555 ajudou a popularizar os ensinamentos de Calvino e Zuínglio na Escócia. Ele traduziu para o inglês a primeira Confissão de Fé Helvética em 1536.  No seu julgamento, ele recusou aceitar que a confissão era um sacramento, negou o livre arbítrio, reconheceu o sacerdócio de todos os crentes e rejeitou a noção de que o Deus infinito poderia ser "contido em um lugar" entre "as mãos do sacerdote".  Ele proclamou que a verdadeira Igreja era onde a Palavra de Deus era pregada fielmente e os dois sacramentos dominicais eram administrados corretamente.

## Memoriais
O Memorial dos Mártires em St. Andrews foi erguido em homenagem a George Wishart, Patrick Hamilton e outros mártires do período da Reforma .
O Portão Leste de Dundee (também conhecido como Portão Cowgate), os restos de um portal nas muralhas da cidade, é conhecido como Arco Wishart. O Arco é a única parte sobrevivente das muralhas da cidade e provavelmente sobreviveu devido a uma história que George Wishart pregou sobre ele em 1544 para as vítimas da peste. No entanto, esta história foi descrita como "provavelmente mítica" e acredita-se que a estrutura tenha sido construída por volta de 1590, muito após a morte de Wishart. Wishart também foi comemorado em Dundee com uma igreja Presbiteriana Unida recebendo seu nome. A igreja Wishart foi construída em Dundee 'Cowgate em 1841 e tinha capacidade para mais de 700 pessoas. Foi desta igreja que a missionária Mary Slessor era membro quando morava em Dundee. Ela foi renomeada como Igreja Memorial Wishart em 1901, um ano depois de ter se tornado parte da Igreja Livre Unida da Escócia, e em 1929 tornou-se parte da Igreja da Escócia . Em 1975, a congregação da igreja foi unida à igreja de Dundee e o prédio foi vendido aos Dundee Cyrenians, que o transformaram em um albergue para pessoas com problemas de álcool, chamado Wishart Centre. Há um dormitório no Saint Kentigern College em Auckland, Nova Zelândia, em sua homenagem. Uma loja da Ordem Escocesa de Orange é chamada de Os Defensores do Arco Wishart em sua homenagem.

## Ligações externas

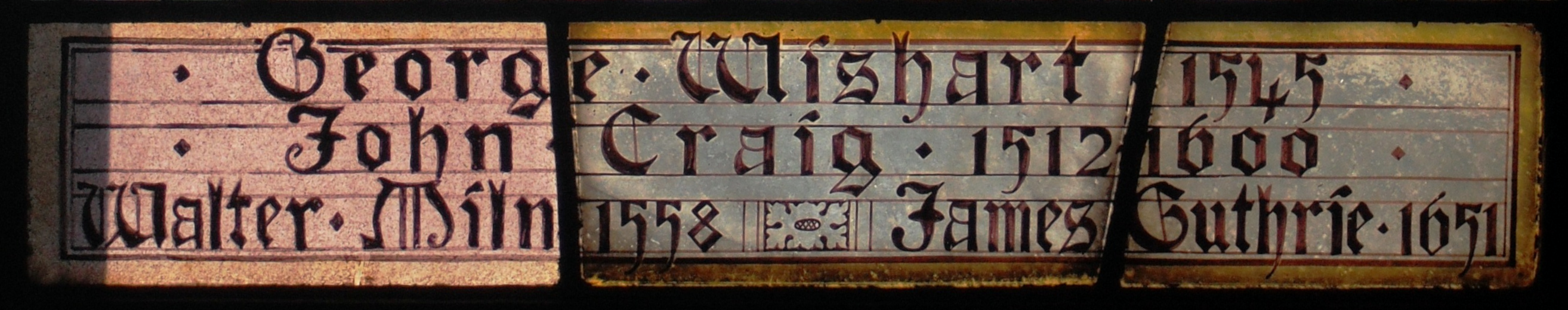
Janela do Grande Salão do Castelo de Edimburgo. John Craig (1512 – 1600), Walter Miln (falecido em abril de 1558), James Guthrie (1612? – 1 de junho de 1661)